# スカンデルベグ像 (ティラナ)
座標: 北緯41度19分39秒 東経19度49分08秒 / 北緯41.327516度 東経19.818896度
スカンデルベグ像（スカンデルベグぞう、Monumenti i Skënderbeut）は、アルバニア共和国ティラナのスカンデルベグ広場にある像である。
この像はスカンデルベグを讃えるために、ティラナのスカンデルベグ広場に建立された。高さは11mで、1968年に民族的英雄である彼の死後500年記念として建立された。また、この像はオドヒセ・パスカリによって作られた。

## ギャラリー

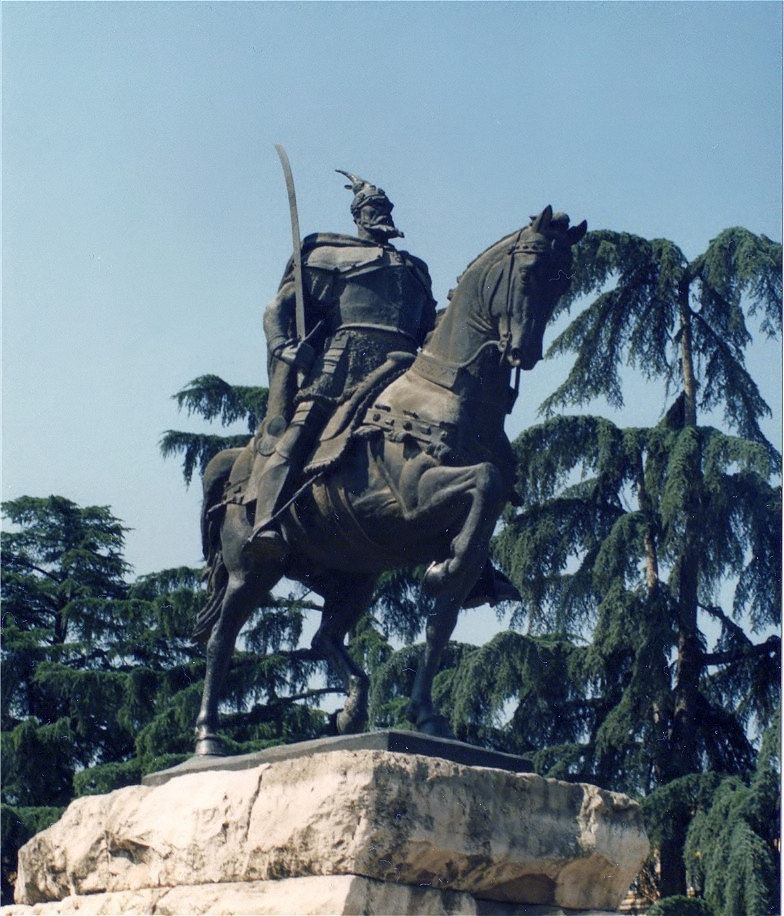
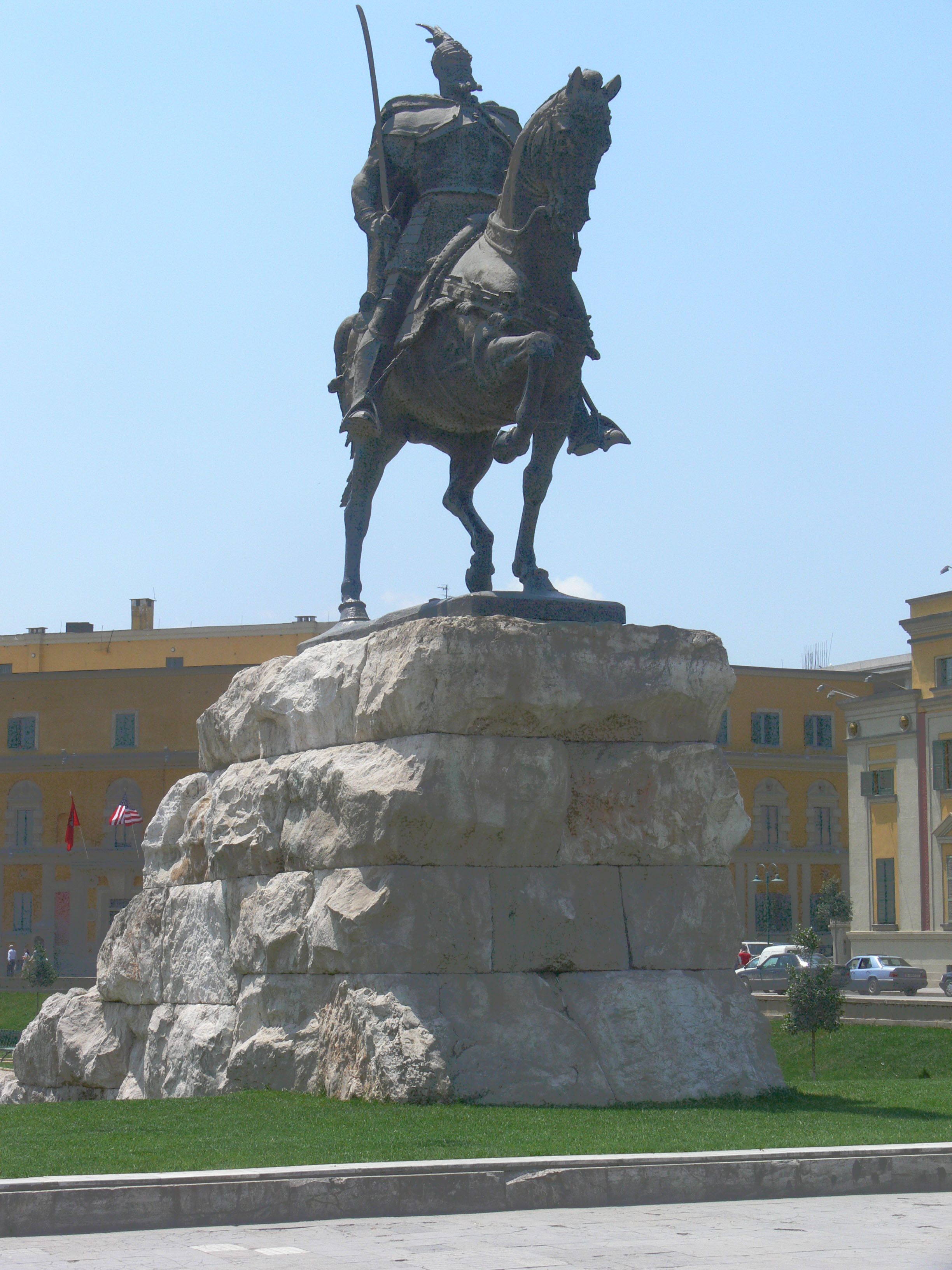
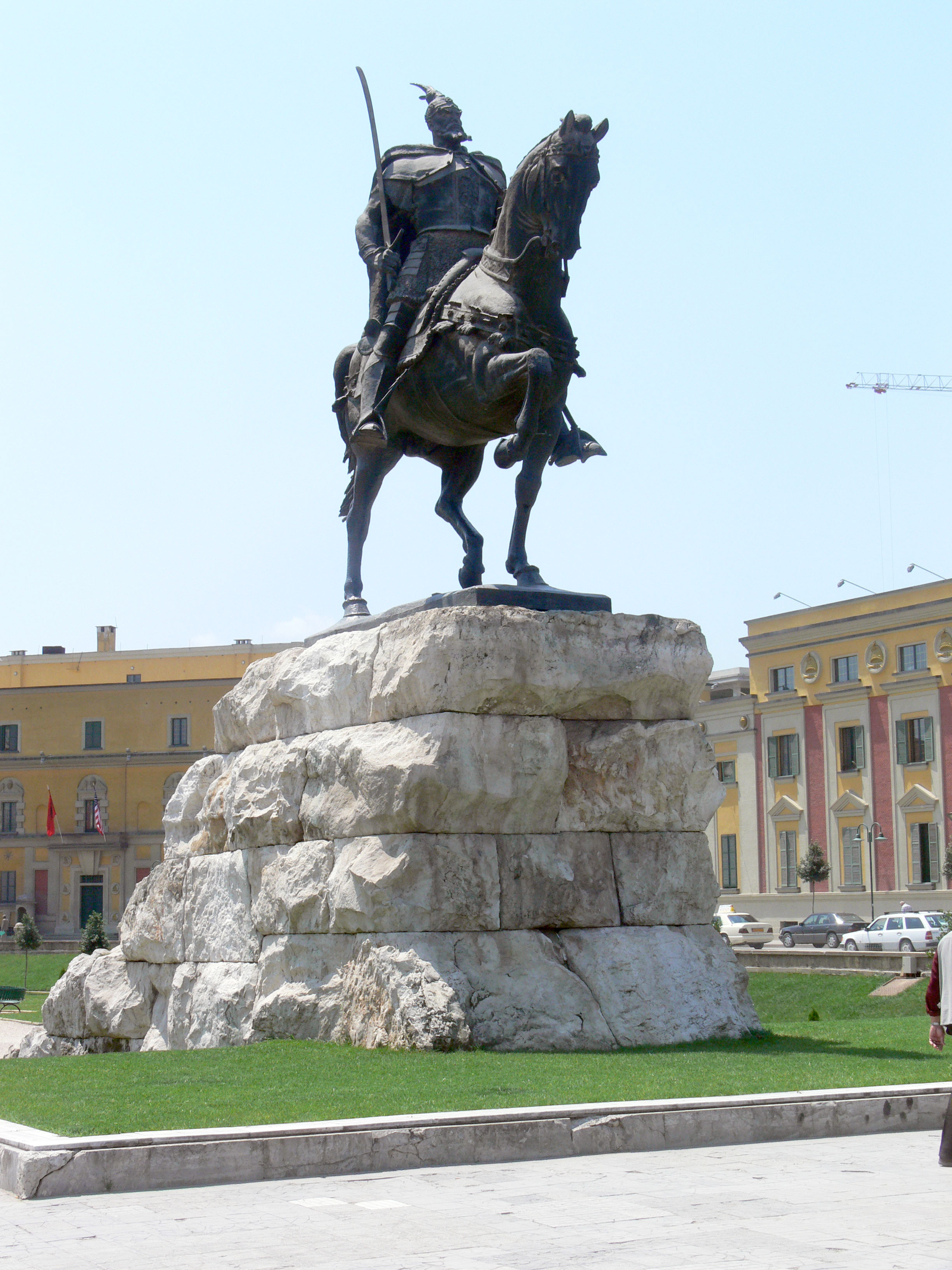
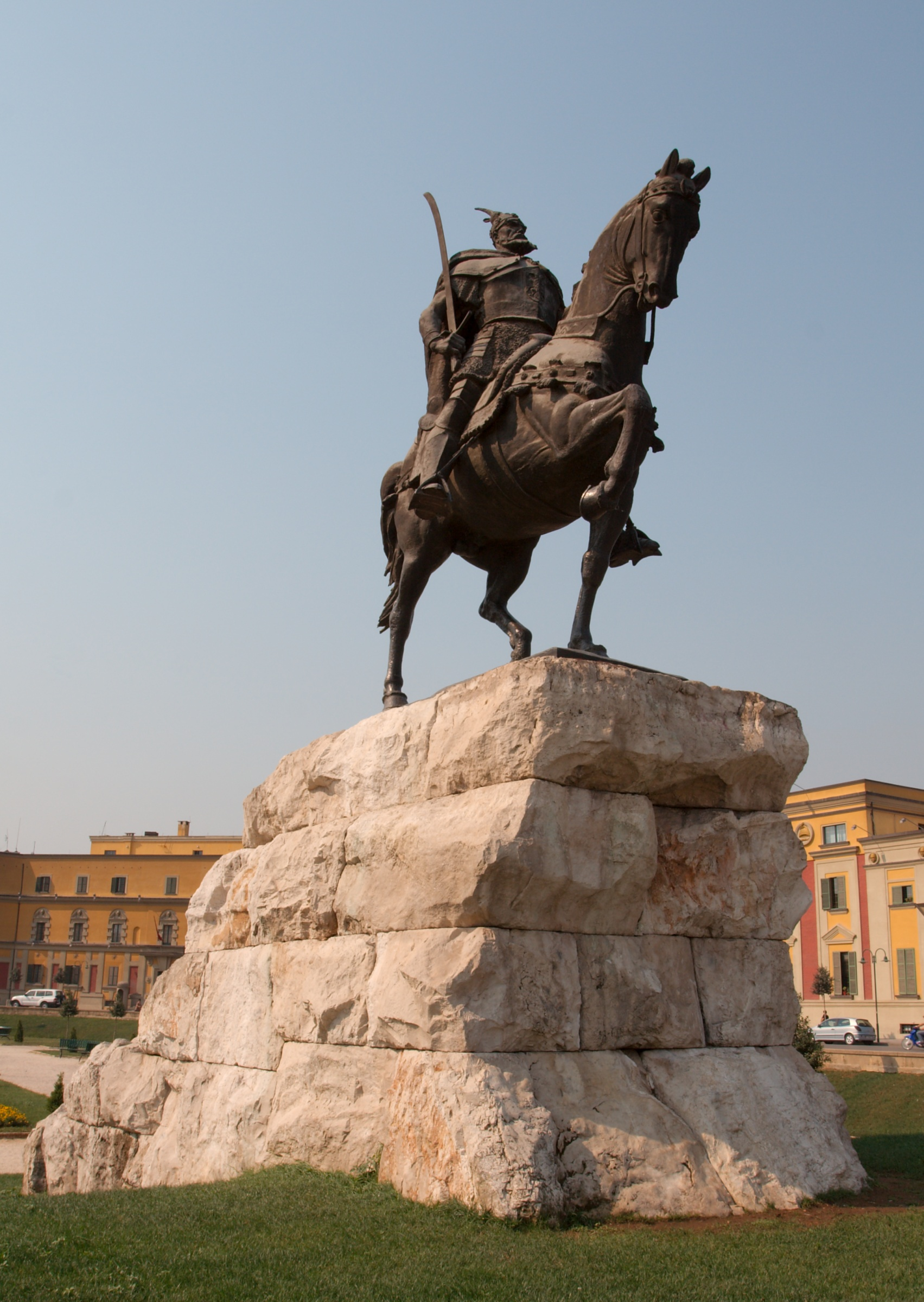
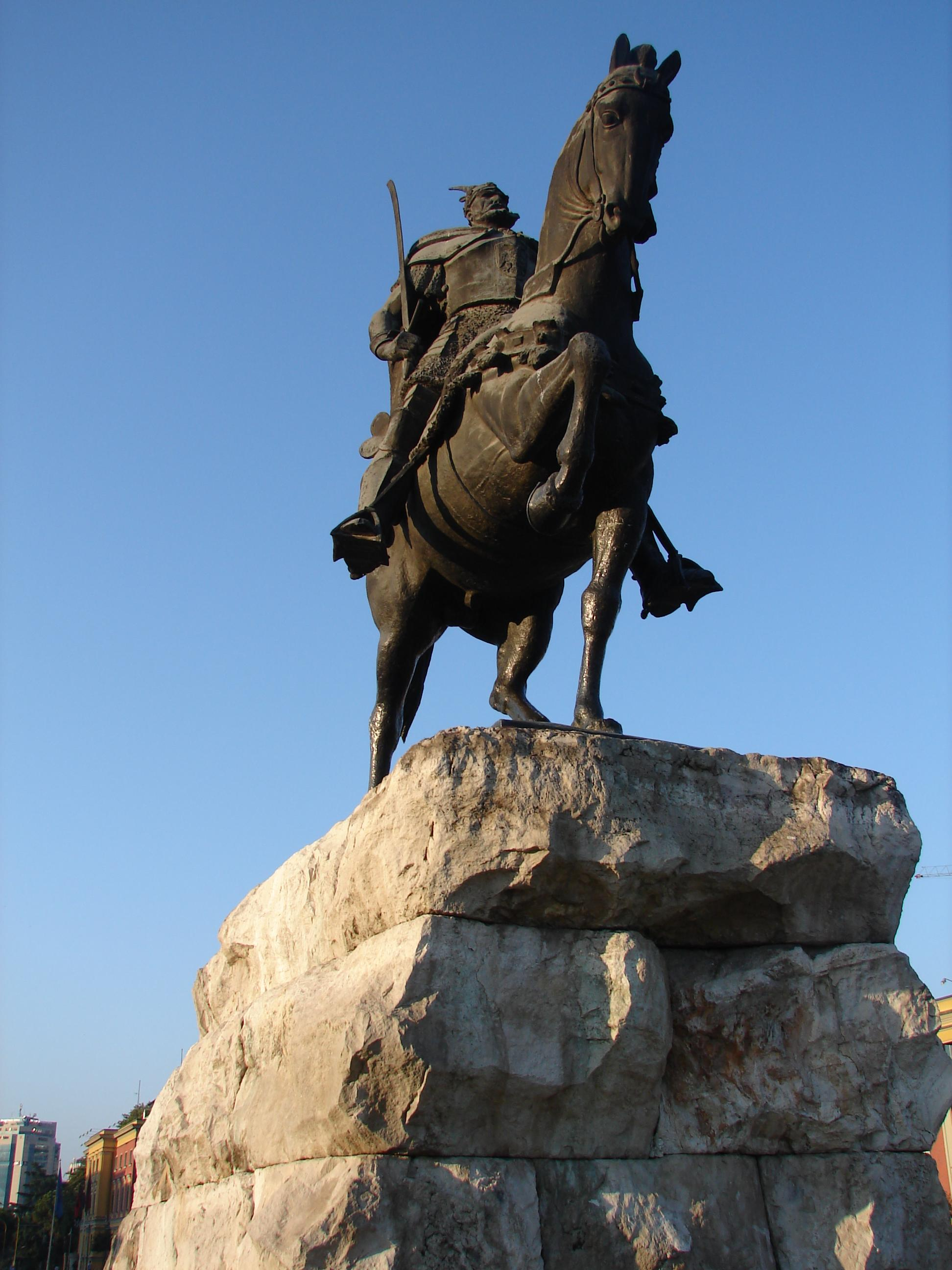
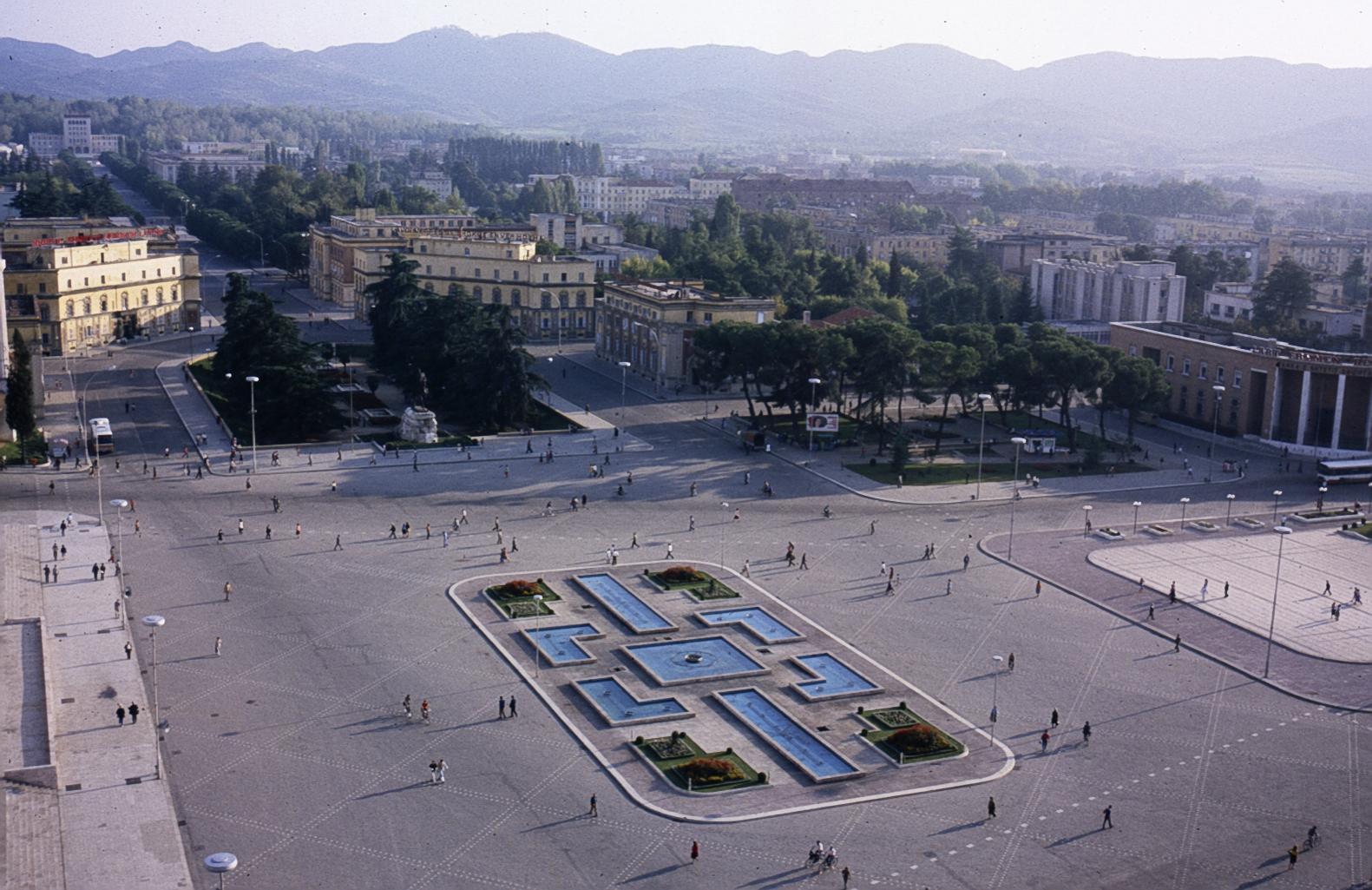
In 1988
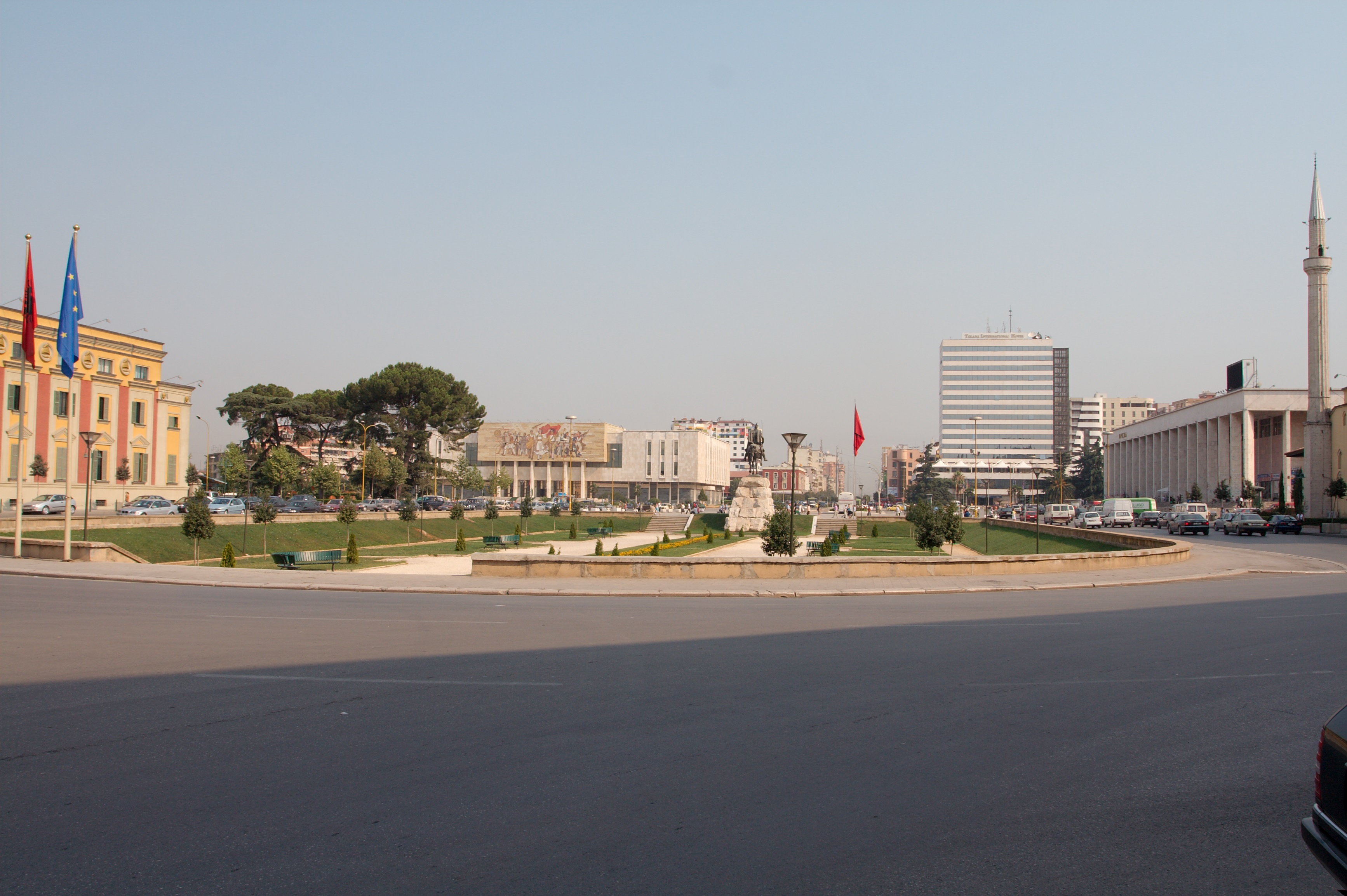
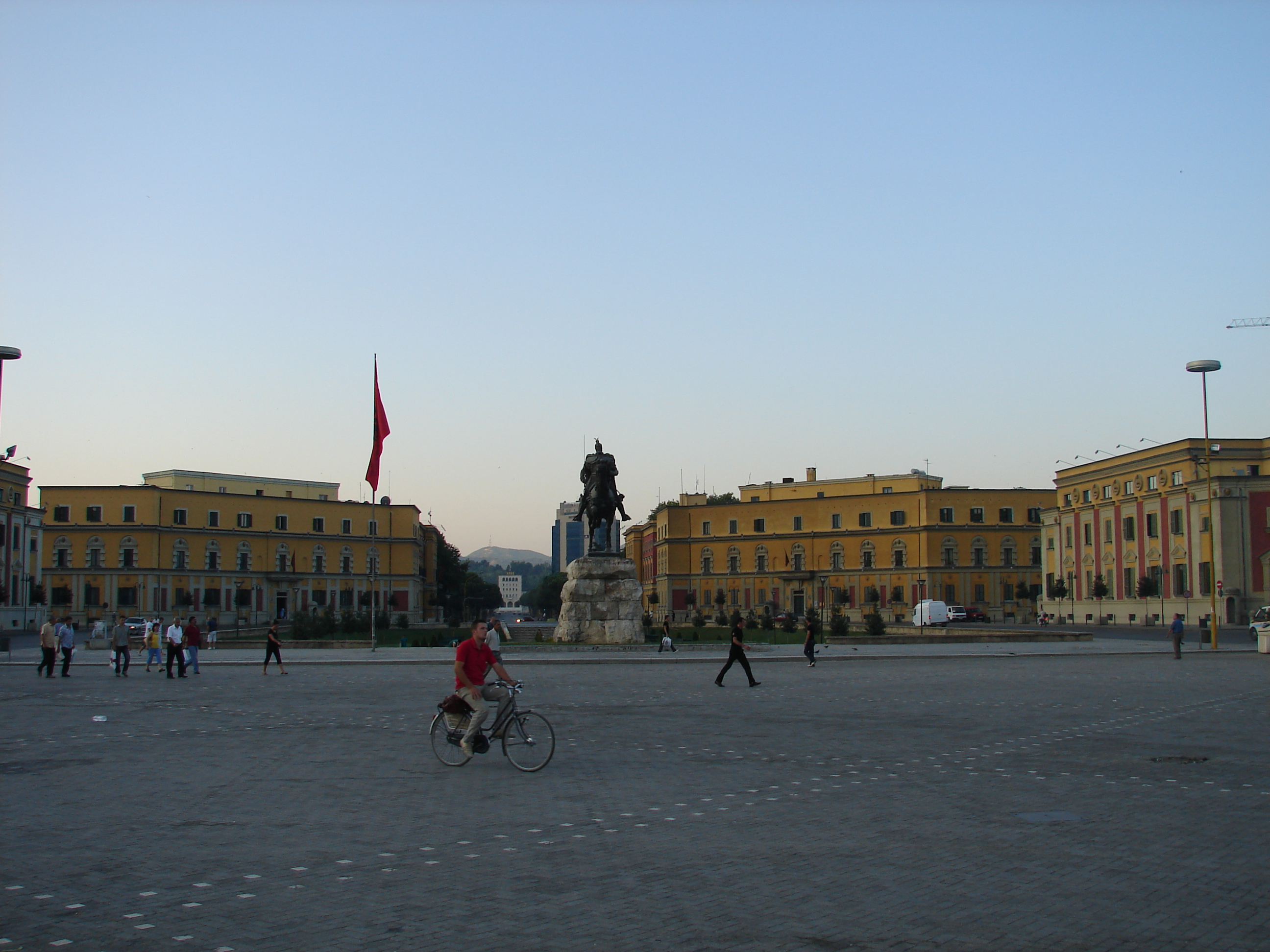
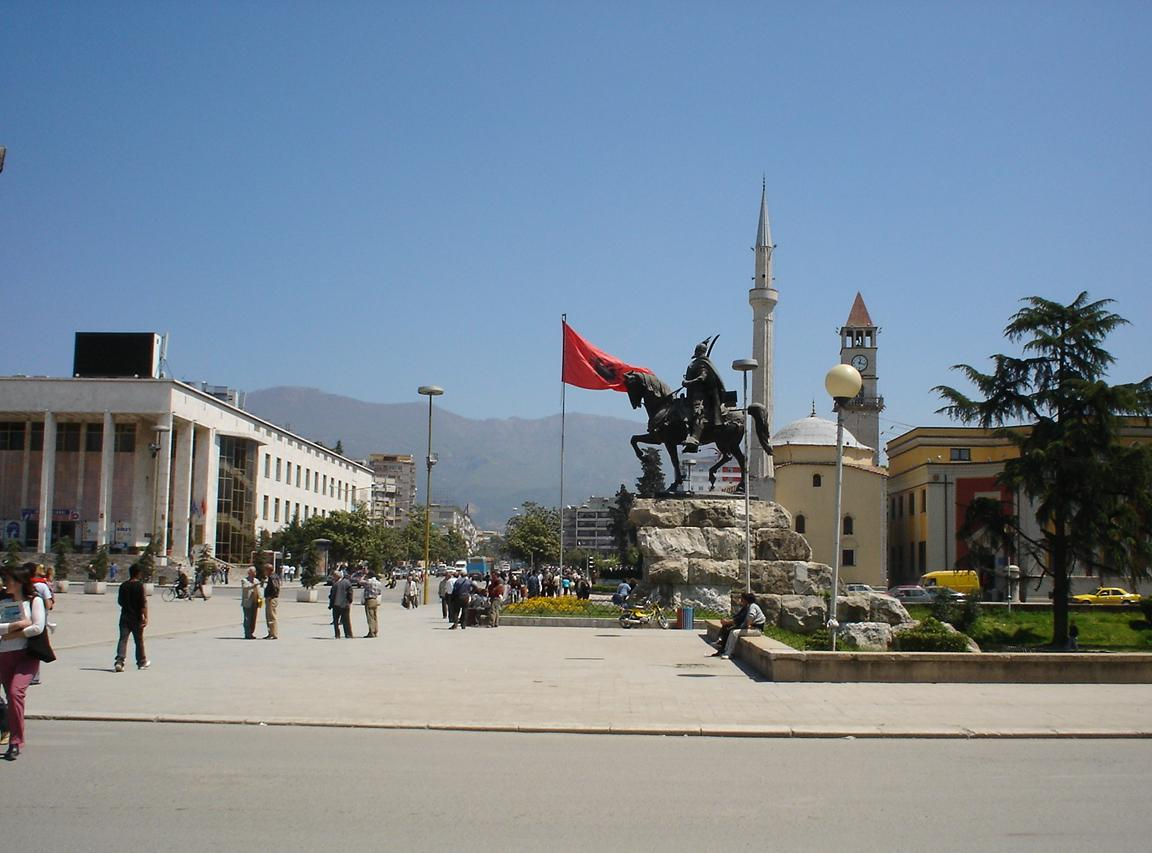